# Rémálom az Elm utcában 6. – Freddy halála: Az utolsó rémálom
A Rémálom az Elm utcában 6. – Freddy halála: Az utolsó rémálom (eredeti címe: Freddy's Dead: The Final Nightmare) 1991-ben bemutatott amerikai horrorfilm, melyet Michael De Luca forgatókönyvéből Rachel Talalay rendezett. A Rémálom az Elm utcában-filmsorozat hatodik része. A főbb szerepekben Lisa Zane, Yaphet Kotto, Breckin Meyer, Shon Greenblatt, Ricky Dean Logan, Lezlie Deane, Tobe Sexton, valamint Freddy Kruegerként ismét Robert Englund látható. Ezen kívül több ismert színész is feltűnik cameoszerepben: Johnny Depp (aki az eredeti filmben debütált a mozivásznon), Roseanne Barr, Tom Arnold és Alice Cooper. Iggy Pop énekli a címadó dalt, amely a sorozat korábbi filmjeiből készült jelenetek montázsa alatt szólal meg a főcím alatt. Ez volt a New Line Cinema első 3D-s filmje.
A Rémálom az Elm utcában 5. – Az álomgyerek folytatása, eredetileg a sorozat utolsó részének szánták. A Rémálom az Elm utcában 7. – Az új rémálom: Freddy feltámad című film három évvel később jelent meg, azonban a sorozat történetén kívül játszódik. Az eredeti történetszálba beleillő crossover-folytatás, a Freddy vs. Jason 2003-ban jelent meg.
Az Amerikai Egyesült Államokban 1991. szeptember 13-án mutatták be a mozikban, 9-11 millió dolláros költségvetésből 34,9 millió dolláros bevételt hozott, felülmúlva ezzel elődje bevételeit. A bevételi sikerek ellenére gyenge kritikákat kapott.

## Cselekmény
A film tíz évvel később játszódik – Freddy Krueger meggyilkolta Springwood összes gyermekét. Csak egy fiatal maradt életben, aki el tudott menekülni a városból. A menekülés során azonban elvesztette emlékezetét és egy utcagyerekek számára fenntartott intézetbe kerül. Elveszett emlékeit keresve visszatér Springwoodba a nevelőnő Maggie-vel és három másik fiatallal. Az új, potenciális áldozatoknak örülve Krueger újra gyilkolni kezd és megtalálja a módját, hogy kitörjön Springwoodból. A végső csatára az utcagyerekek otthonában kerül sor, ahol kiűzik az álomdémonokat, amelyek segítettek Freddynek a halhatatlanság elérésében és végül egy csőbombával felrobbantják a rémalakot.
Hosszabb visszaemlékezésekben Krueger gyerekgyilkos múltját mutatják be. Freddyt gyerekként zaklatták társai, majd nevelőapja is bántalmazta, tizenévesen a fiú gyakran tett kárt önmagában. Amikor az immár felnőtt Krueger felesége tudomást szerez szadista férje kettős életéről, az vele is végez. Ezenkívül látható Krueger kivégzése az Elm Street-i gyerekek szülei által. Míg a korábbi részekben Freddy Kruegert egy közeli gyárba helyezték és elégették, a hatodik részben a házába tették át a feltételezett halálának helyszínét.

## Szereplők
| Színész          | Szerep             | Magyar hang    |
| ---------------- | ------------------ | -------------- |
| Robert Englund   | Freddy Krueger     | Reviczky Gábor |
| Lisa Zane        | Maggie Burroughs   | Györgyi Anna   |
| Shon Greenblatt  | John Doe           | Balázs Zoltán  |
| Lezlie Deane     | Tracy              | Vadász Bea     |
| Ricky Dean Logan | Carlos             | Kaszás Gergő   |
| Breckin Meyer    | Spencer            | Hamvas Dániel  |
| Yaphet Kotto     | doki               | Sztarenki Pál  |
| Tom Arnold       | gyermektelen férfi | N/A            |
| Roseanne Barr    | gyermektelen nő    | N/A            |
| Johnny Depp      | srác a TV-ben      | N/A            |

## Filmzene
Warner Bros. Records 1991. szeptember 24-én adta ki a filmzenét. Habár a filmzenei albumra nem került fel, az Iron Butterfly "In-A-Gadda-Da-Vida" című dala elhangzik az egyik jelenetben.
1. Goo Goo Dolls – "I'm Awake Now"
2. Junk Monkeys – "Everything Remains the Same"
3. Goo Goo Dolls – "You Know What I Mean"
4. Johnny Law – "Remember the Night"
5. Chubb Rock – "Treat 'em Right"
6. Iggy Pop – "Why Was I Born? (Freddy's Dead)"
7. Johnny Law – "Hold Me Down"
8. Goo Goo Dolls – "Two Days in February"
9. Young Lords – "Give Me a Beat"
10. Fates Warning – "Nothing Left to Say"

1991. szeptember 3-án a Varèse Sarabande kiadott egy albumot Brian May ausztrál zeneszerző kísérőzenéjéből.

## Kivágott jelenetek
Az előző filmmel ellentétben viszonylag kevesebb erőszakos jelenetet vágtak ki az MPAA kérésére. Rachel Talalay megjegyezte, a film eredeti vágása hosszú volt, és ennek következtében több jelenetet vagy eltávolítottak vagy jelentősen megrövidítettek (összesen mintegy 47 percnyi anyagot távolítottak el a film végleges változatából).
A film munkanyomtatványa elérhető az interneten, ami tartalmazza a törölt anyagok nagy részét. Ez tartalmazza Maggie beszélgetését rémálmairól az anyjával, több párbeszédet Doki és Tracy között, további felvételeket a springwoodi vásárból és Freddy pincei rejtekhelyének felfedezését. Rachel Talalay felvetette, a felvételeket azért távolították el, hogy a közönség "hamarabb eljuthasson Freddyhez". John első rémálmának néhány felkavaróbb elemét is kivágták.[forrás?]

## Bevételi adatok
A Freddy halála: Az utolsó rémálom 12,9 millió dollárt hozott a nyitóhétvégén, ami a Freddy vs. Jason megjelenéséig a sorozat legerősebb nyitóhétvégéjének számított. A második hétvégén 6,6 millió dollárt keresett, és továbbra is az első helyen maradt, majd a harmadik hétvégén a 7. helyre esett vissza. A film az első vetítés után 34,9 millió dolláros bevételt termelt az Egyesült Államokban és Kanadában, ezzel a sorozat ötödik legnagyobb bevételt hozó filmje lett.

## Fordítás
- Ez a szócikk részben vagy egészben  a   Freddy's Dead: The Final Nightmare című angol Wikipédia-szócikk fordításán alapul.  Az eredeti cikk szerkesztőit annak laptörténete sorolja fel. Ez a jelzés csupán a megfogalmazás eredetét és a szerzői jogokat jelzi, nem szolgál a cikkben szereplő információk forrásmegjelöléseként.